# Moja przyjaciółka gwiazdka
Moja przyjaciółka gwiazdka (in. tytuł Gwiazdka Laury; ang. Laura’s Star, 2004) – niemiecki film animowany. Film powstał na podstawie serialu o tym samym tytule Gwiazdka Laury z 2002 roku.

## Fabuła
Gdy Laura wraz z rodziną przeprowadza się do innego miasta, pozbawiona dotychczasowych przyjaciół dziewczynka czuje się samotna i zagubiona. Do czasu, kiedy w magiczną noc odnajduje gwiazdkę, która spadła z nieba, łamiąc sobie jedno z ramion. Laura troskliwie opiekuje się swą nową przyjaciółką. Niestety gwiazdka bardzo tęskni za swoim domem. Laura, z pomocą swojego młodszego braciszka postanawia więc pomóc gwiazdce powrócić na niebo, tam gdzie jej miejsce.

## Wersja polska
Opracowanie i udźwiękowienie wersji polskiej: Studio Sonica

Reżyseria i dialogi polskie: Jacek Rozenek

Dźwięk i montaż: Jacek Osławski

Organizacja produkcji: Agnieszka Sokół

Wystąpili:
- Julia Jędrzejewska – Laura
- Kajetan Lewandowski – Max
- Beniamin Lewandowski – Tommy
- Agnieszka Fajlhauer – Mama
- Jacek Rozenek – Tata
- Andrzej Gawroński – Sąsiad
- Anna Apostolakis – Jedno z dzieciaków
- Elżbieta Jędrzejewska – Maria
- Aleksandra Stankowska – Jedno z dzieciaków